# Горно Врановци
Горно Врановци (на македонска литературна норма: Горно Врановци) е село в Северна Македония, част от община Чашка.

## География
Горно Врановци е разположено в полите на планината Мокра, на 32 километра западно от град Велес, който е най-близкият град до селото. Самото село лежи в тясна речна долина отваряща се на изток и затворена от останалите си страни от ридовете на Мокра.

## История
В XIX век Горно Врановци е голямо българско мохамеданско село във Велешка кааза на Османската империя. В „Етнография на вилаетите Адрианопол, Монастир и Салоника“, издадена в Константинопол в 1878 година и отразяваща статистиката на населението от 1873 година Горно Врановци (Vranovtzi Gorno) е посочено като село със 173 домакинства и 576 жители мюсюлмани, „българи, които са приели исляма, но които все още говорят на своя език и са запазили всичките си самобитни обичаи“. Според статистиката на Васил Кънчов („Македония. Етнография и статистика“) в края на XIX век Горно Врановци има 1900 жители, всички българи мохамедани.
След Междусъюзническата война в 1913 година селото остава в Сърбия.
На етническата си карта от 1927 година Леонард Шулце Йена показва Горно Врановци (Grn. Vranovci) като българо-мохамеданско (помашко) село.
На 29 октомври 1944 година в Горно Врановци излиза първият брой на най-стария вестник в Северна Македония – „Нова Македония“, смятан за първия документ на така наречения македонски книжовен език.
През 50-те години на XX век помашкото население напуска селото и се изселва компактно в Измир, Турция. На тяхно място се настаняват албанци от Косово.
Горноврановската джамия е обявена за паметник на културата.